# 那覇救難隊
那覇救難隊（なはきゅうなんたい、英称:Naha Air Rescue Squadron）は、航空自衛隊航空総隊航空救難団隷下の航空救難部隊。沖縄県那覇基地に所在し、捜索救難機にU-125A、救難ヘリコプターにUH-60Jを運用する。

## 概要
1972年（昭和47年）の沖縄返還に伴い、同年10月30日に那覇基地で臨時那覇救難隊が編成され、1973年（昭和48年）10月16日に那覇救難隊へと改編され、航空自衛隊10番目の救難隊として航空救難団隷下に配属された。
部隊マークは、シーサーが怪我をした若鷲を抱えたデザインとなっている。

## 沿革
- 1972年（昭和47年）10月30日 - 那覇基地において臨時那覇救難隊編成[1]。
- 1973年（昭和48年）10月16日 - 臨時那覇救難隊が那覇救難隊に改編し、航空救難団隷下で編成完結式[1]。
- 1989年（平成元年）3月16日 - 航空救難団が航空支援集団隷下に隷属替え[1]。
- 2013年（平成25年）3月26日 - 航空救難団が航空総隊隷下に隷属替え[1]。

## 部隊編成
- 隊本部
- 総括班
- 飛行班
- 整備小隊